# Accord de libre-échange entre l'Égypte et l'AELE
L'accord de libre-échange entre l'Égypte et l'AELE est un accord de libre-échange signé le 27 janvier 2007 et entrée en application le 1er août 2007,. L'accord intègre notamment des dispositifs sur le droit intellectuel, les marchés publics et inclut des baisses de droits douaniers dans l'agriculture, en plus des baisses dans les autres secteurs,.